# Pseudotorinia kraussi
Pseudotorinia kraussi is een slakkensoort uit de familie van de Architectonicidae. De wetenschappelijke naam van de soort is voor het eerst geldig gepubliceerd in 1850 door J.E. Gray in M.E. Gray.